# Suïssa d'Amèrica
La Suïssa d'Amèrica (castellà: Suiza de América) va ser el nom amb el qual es va identificar un dels períodes de major productivitat econòmica i estabilitat política de l'Uruguai, durant la primera meitat del segle xx.

## Origen

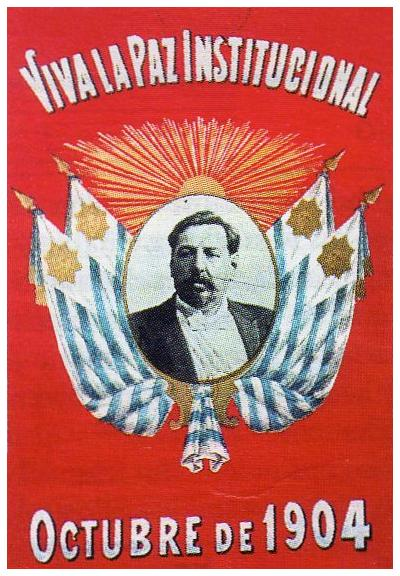
Pamflet de la Pau de 1904, la qual va posar fi a una època d'inestabilitat política a l'Uruguai.

Uruguai és el segon estat independent més petit d'Amèrica del Sud, amb una població escassa de 3 milions d'habitants. Com a país petit ubicat enmig dels dos estats més grans del subcontinent sud-americà —l'Argentina i el Brasil—, l'Uruguai va ser identificat amb Suïssa per algunes raons que s'esmenten a continuació.
En primer lloc, més enllà de la comparació geogràfica, cap a finals del segle xix l'Uruguai havia assolit estabilitat política després de dècades d'incertesa. La Guerra Gran i altres moviments revolucionaris entre els partits de la dreta havien caracteritzat la primera meitat del segle xix i, en conseqüència, la realitat política del nou Estat Oriental de l'Uruguai. Amb el batllisme va tenir lloc una època de reforma: secularització, jornada laboral de vuit hores, millorament de carreteres, etc.
Durant la presidència del colorado José Batlle y Ordóñez va haver millores en l'educació, l'electricitat, la competitivitat nacional i una menor dependència del mercat estranger. El 1903 es va fundar la Facultat de Ciències Econòmiques de la Universitat de la República.

### Esdeveniments importants
Algunes de les reformes més importants d'aquest període van ser:
1. Canvis en l'estructura del govern i unitat de l'Estat.
2. Pau amb els opositors del Partit Nacional i cooperació entre els diferents partits.
3. Separació entre l'església i l'estat.
4. Fundació del port de Montevideo el 1909.
5. Canvis de la jornada laboral (els menors de 13 anys ja no podien treballar, els menors de 19 tindrien jornada reduïda, la dona gaudiria de quaranta dies de descans durant l'embaràs, etc.).
6. Aprovació de la pensió de la vellesa per a persones majors de 65 anys i indemnització per acomiadament.
7. Nacionalització i proteccionisme.
8. Creació de l'Administració de Ferrocarrils de l'Estat el 1915.

## Actualitat
L'Uruguai va deixar de ser la "Suïssa d'Amèrica" a mitjan segle xx. Durant els anys 1970, el país va sofrir una dictadura que duraria dotze anys. La crisi bancària i la dolenta administració posterior van provocar seriosos desajustaments en l'economia del país.
A partir de 1985, l'Uruguai va recuperar la seva estabilitat política i el peso uruguaià va tenir un renaixement conegut com "el nou peso uruguaià" (nuevo peso uruguayo), revaloritzant la moneda local. No obstant això, el país mai no va recuperar l'estàndard de vida que li va merèixer el nom de "Suïssa d'Amèrica" pel seu benestar social, equiparable al d'un país europeu a la primera meitat del segle xx.
L'ex-president de l'Uruguai, Tabaré Vázquez (2005-2010), va pronunciar unes paraules durant una visita a Suïssa, on feia referència a la "Suïssa d'Amèrica" i la intenció de recuperar aquesta denominació com un dels objectius del seu govern.